# Andrés Barajas
Pour les articles homonymes, voir Barajas et Diaz.
Andrés Barajas (1941-2006) est un peintre espagnol.
Son activité plastique est concentrée sur l’œuvre graphique, s’apparentant aux grands créateurs à qui l’Histoire de l’Art a concédé le titre de maîtres, particulièrement à Francisco de Goya. Les personnages et décors atteignent des volumes de grande envergure tandis que les ombres et lumières sont entièrement soumises à sa volonté pour obtenir des contrastes profonds.
Barajas se plonge dans le monde de la tauromachie, à qui il apporte une approche différente de tout ce qui était connu jusqu’alors. La femme est la seule dominatrice de l’animal, dans une vision mythologique très personnelle où c’est Europa qui enlève Zeus.

## Images
- La femme et l’animal
- Tauromachie